# Caroline Kennedy-Pipe
Caroline Kennedy-Pipe (* 1961) ist eine britische Politikwissenschaftlerin, die als Professor of War Studies an der Loughborough University forscht und lehrt. Sie amtierte 2005/06 als Vorsitzende der British International Studies Association (BISA).
Kennedy-Pipe kam 2018 von der University of Hull nach Loughborough, wo sie Professorin für Kriegsstudien und Direktorin des Centre for Security Studies war. Davor hatte sie als Professorin an den Universitäten Warwick und Sheffield gelehrt. Ihre Forschungsinteressen umfassen den zeitgenössischen Krieg, die Ethik des Krieges und die Politik des Kalten Krieges sowie den Terrorismus und die russische Außenpolitik.

## Schriften (Auswahl)
- The origins of the cold war. Palgrave Macmillan, Basingstoke/New York 2007, ISBN 978-0-23053-550-3.
- Russia and the world, 1917–1991. Arnold, London/New York 1998, ISBN 0340652047.
- Stalin's Cold War. Soviet strategies in Europe, 1943 to 1956. Manchester University Press, Manchester/New York 1995, ISBN 0719042011.